# 5대 패밀리
5대 패밀리는 미국 뉴욕에 기반을 둔 마피아로 구성된 범죄 조직이다. 1931년, 조 마세리아의 암살 후, 대 보스였던 살바토레 마란차노가 주도하여 뉴욕의 마피아를 5개 그룹으로 분할했다. 살바토레 루치아노가 마란차노를 암살하고 실권을 쥐고도 5대 패밀리 제도는 유지되었다.